# Edivaldo Hermoza
Edivaldo Hermoza (født 17. november 1985) er en boliviansk fodboldspiller.

## Bolivias fodboldlandshold
| Bolivias landshold | Bolivias landshold | Bolivias landshold |
| År                 | Kmp                | Mål                |
| ------------------ | ------------------ | ------------------ |
| 2011               | 8                  | 1                  |
| 2012               | 0                  | 0                  |
| 2013               | 3                  | 0                  |
| Total              | 11                 | 1                  |